# Friedensberg
Der Friedensberg ist eine 67,8 m ü. NHN hohe Erhebung im Westen Brandenburgs. Er ist eiszeitlich gebildet und gehört zur Karower Platte. Er liegt in der Gemeinde Rosenau unmittelbar nordöstlich des Ortsteils Rogäsen.

## Morphologie
Der Friedensberg als Teil der Karower Platte entstand während der letzten, der Weichselkaltzeit. Er wurde durch von Nordosten aus Skandinavien nach Mitteleuropa vordringende Eismassen geformt. Die Karower Platte zeichnet noch heute mit der Zauche die Haupteisrandlage der Brandenburg-Phase nach. Der Friedensberg wurde an dieser Haupteisrandlage gebildet.

## Gräberfeld
Am Friedensberg wurden bei Ausgrabungen mehrere frühgeschichtliche Gräber entdeckt. Diese wurden in die vorrömische Eisenzeit datiert. Das Gräberfeld ist als Bodendenkmal unter Schutz gestellt.